# Atlantisch orkaanseizoen 2014
Het Atlantisch orkaanseizoen 2014 loopt van 1 juni 2014 tot 30 november 2014. Tropische cyclonen die buiten deze seizoensgrenzen ontstaan, maar nog binnen het kalenderjaar 2014, worden ook nog tot dit seizoen gerekend.

## Namen
De lijst met namen voor 2014 is hetzelfde als die van 2008 m.u.v. Gonzalo, Isaias en Paulette, die respectievelijk Gustav, Ike en Paloma vervangen. De lijst van 2014 zal opnieuw in 2020 worden gebruikt, met uitzondering van de namen, die na dit seizoen van de lijst gehaald zullen worden.
| - Arthur (gebruikt) - Bertha (gebruikt) - Cristobal (gebruikt) - Dolly (gebruikt) - Edouard (gebruikt) - Fay (gebruikt) - Gonzalo (gebruikt) | - Hanna (gebruikt) - Isaias (niet gebruikt) - Josephine (niet gebruikt) - Kyle (niet gebruikt) - Laura (niet gebruikt) - Marco (niet gebruikt) - Nana (niet gebruikt) | - Omar (niet gebruikt) - Paulette (niet gebruikt) - Rene (niet gebruikt) - Sally (niet gebruikt) - Teddy (niet gebruikt) - Vicky (niet gebruikt) - Wilfred (niet gebruikt) |